# سيتيليستات
سيتيليستات هو دواء مصمّم لعلاج السمنة. يعمل بنفس الطريقة التي يعمل بها عقار أورليستات القديم (واسمه التجاري زينيكال) عن طريق تثبيط الليباز البنكرياسي، وهو الإنزيم الذي يكسر الدهون الثلاثية في الأمعاء. وبدون هذا الإنزيم، يتم منع تحلل الدهون الثلاثية الموجودة في النظام الغذائي إلى أحماض دهنية حرة قابلة للامتصاص، ويتم إخراجها دون هضمها.
في التجارب البشرية التي أجريت عام 2007، تبين أن سيتيليستات يؤدي إلى فقدان الوزن بشكل مماثل للأورليستات، ولكنه ينتج أيضًا آثار جانبية مماثلة مثل البراز الدهني، والبراز السائل، وسلس البراز، وحركات الأمعاء المتكررة، وانتفاخ البطن. ومن المحتمل أن يتم تطبيق نفس الاحتياطات في منع امتصاص الفيتامينات القابلة للذوبان في الدهون وغيرها من العناصر الغذائية القابلة للذوبان في الدهون، مما يتطلب استخدام مكملات الفيتامينات لتجنب أوجه القصور.
أكملت Cetilistat تجارب المرحلة الأولى والثانية في الغرب، واعتباراً من عام 2009 كانت في تجارب المرحلة الثالثة في اليابان حيث دخلت في شراكة مع تاكيداً.
في عام 2010، وجدت تجربة المرحلة الثانية أن سيتيليستات قلل الوزن بشكل ملحوظ وكان أفضل تحملًا من أورليستات.
حصلت شركة تاكيدا على الموافقة لتسويق سيتيليستات في اليابان، لكنها أنهت اتفاقية الترخيص مع نورجين في عام 2018.

## أنظر أيضاً
الأدوية المضادة للسمنة